# Keude Tuha
Keude Tuha is een bestuurslaag in het regentschap Aceh Timur van de provincie Atjeh, Indonesië. Keude Tuha telt 551 inwoners (volkstelling 2010).